# سابين إيلي
سابين إيلي (بالرومانية: Sabin Ilie)‏ هو لاعب كرة قدم روماني في مركز الهجوم، ولد في 11 مايو 1975 في كرايوفا في رومانيا. لعب مع إنيرجي كوتبوس وجيانغسو سونينغ ودينامو بوخارست ورابيد بوخارست وستيوا بوخارست وكوجالي سبور ونادي إيراكليس ونادي براشوف ونادي تشانغتشون ياتاي ونادي دبرتسني ونادي فاسلوي ونادي فالنسيا ونادي فنربخشة ونادي لاردة ويو تي أي أراد.

## وصلات خارجية
- سابين إيلي على موقع الاتحاد الدولي (مؤرشف)  (الإنجليزية)
- سابين إيلي على موقع اتحاد تركيا (لاعب) (الإنجليزية)
- سابين إيلي على موقع قاعدة بيانات كرة القدم.إي يو (الإنجليزية)
- سابين إيلي على موقع بيانات كرة القدم. دي إي (الألمانية)
- سابين إيلي على موقع Soccerway.com (الإنجليزية)
- سابين إيلي على موقع عالم كرة القدم.نت (الإنجليزية)